# Kronach
Kronach est une ville de Haute-Franconie, en Bavière, Allemagne. C'est le chef-lieu de l'arrondissement de Kronach. La ville est le lieu de naissance du peintre Lucas Cranach l’Ancien.

## Géographie
Elle est située au sud-ouest de la forêt de Franconie (Frankenwald), au confluent de la Haßlach, de la Kronach et de la Rodach. La ville a conservé presqu'intégralement ses fortifications, et possède l’une des forteresses les mieux conservées d’Allemagne, la forteresse Rosenberg. Le paysage urbain est caractérisé par la vieille ville presque entièrement conservée avec des maisons en grès et à colombages, des remparts, des portes, des tours et des caves voûtées. 

## Histoire
| Appartenances historiques Principauté épiscopale de Bamberg 1245–1802 Électorat de Bavière 1802–1806 Royaume de Bavière 1806–1918 République de Weimar 1918–1933 Reich allemand 1933–1945 Allemagne occupée 1945–1949 Allemagne 1949–présent |

L'architecte Balthasar Neumann construit à la demande du prince-évêque de Bamberg, Lothar Franz von Schönborn, le bâtiment de commandant à la forteresse de Rosenberg et construit pour que l'on appelle la caserne d'artillerie dans le Mittlerer-Wallgraben.
La forteresse de Rosenberg (XVIe siècle-XVIIIe siècle), l'une des plus grandes de l'Allemagne médiévale, domine la petite ville de Kronach et le Frankenwald.

## Patrimoine
- Forteresse de Rosenberg (abritant depuis 1983 la galerie franconienne, une annexe du musée national bavarois)
- Couvent de Kronach

## Personnalités
Kronach est la patrie de Lucas Cranach l'Ancien, dont le patronyme dérive de celui de sa ville natale, ainsi que de Johann Kaspar Zeuss et de Maximilian von Welsch. Charles de Gaulle y a été emprisonné pendant la Première Guerre mondiale.

## Jumelages
La ville de Kronach est jumelée avec :
- Kiskunhalas (Hongrie) depuis le 22 octobre 1994
- Hennebont (France) depuis le 31 aout 1990
- Rhodt unter Rietburg (Allemagne) depuis 2001

## Galerie

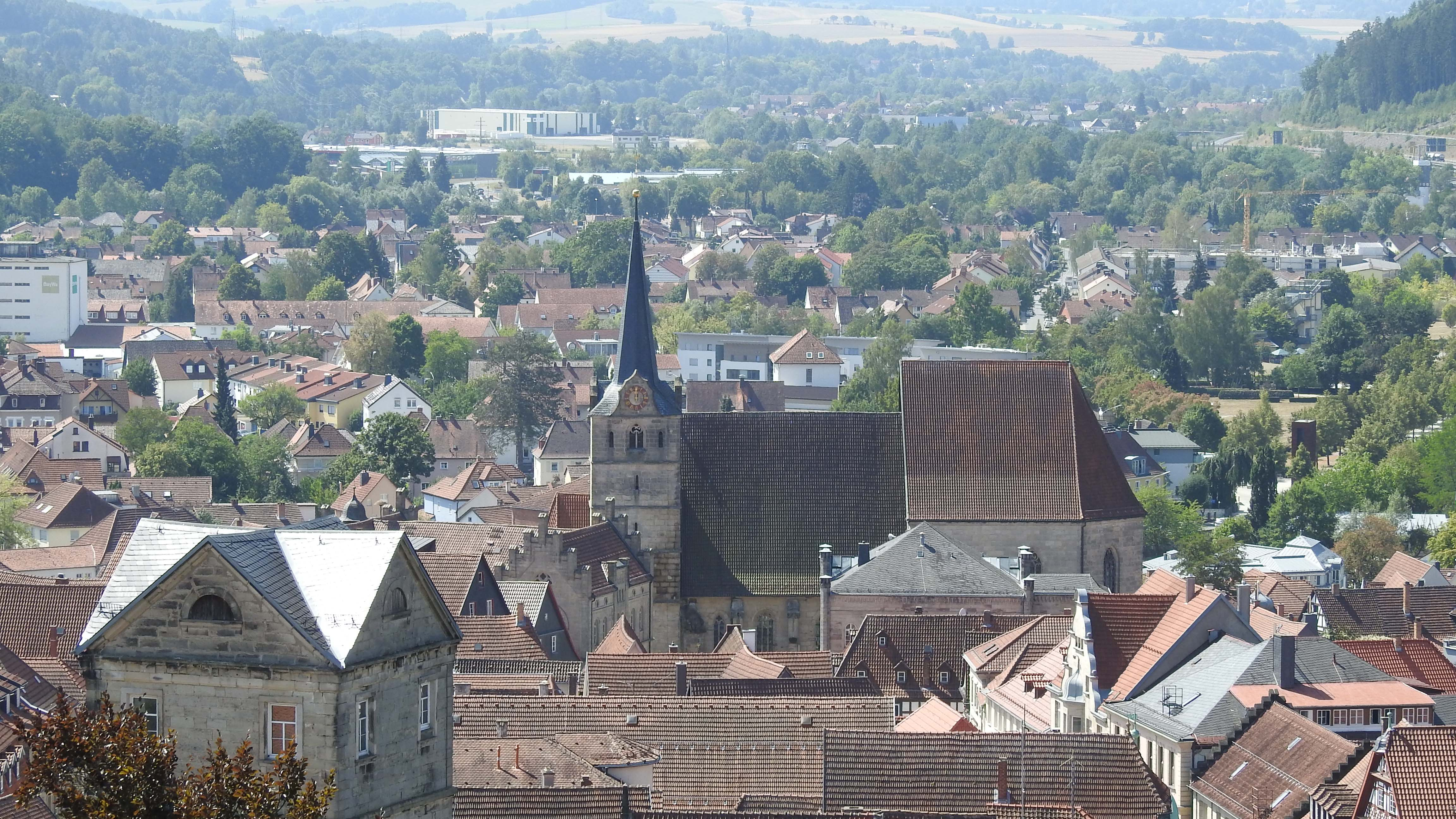
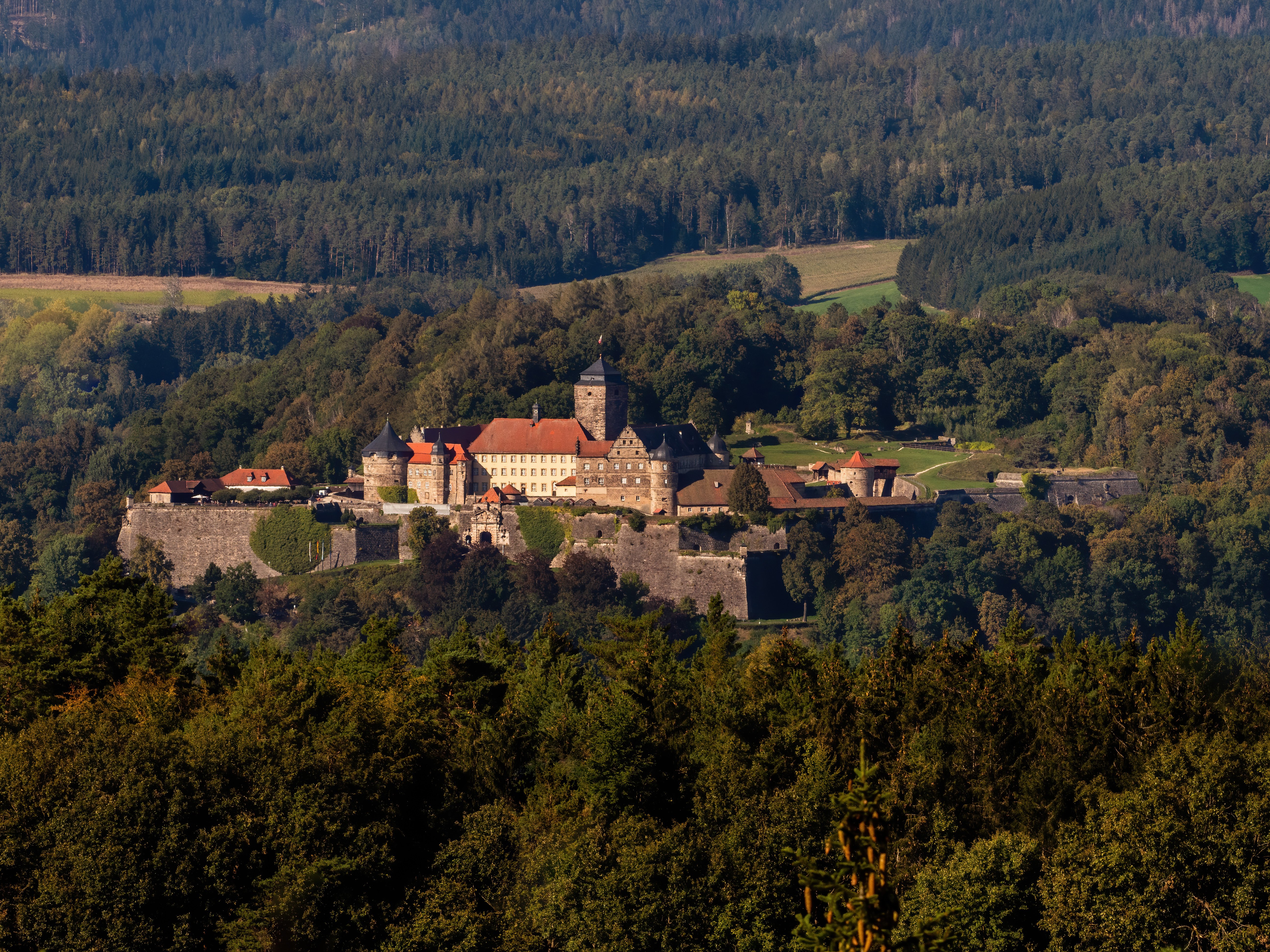
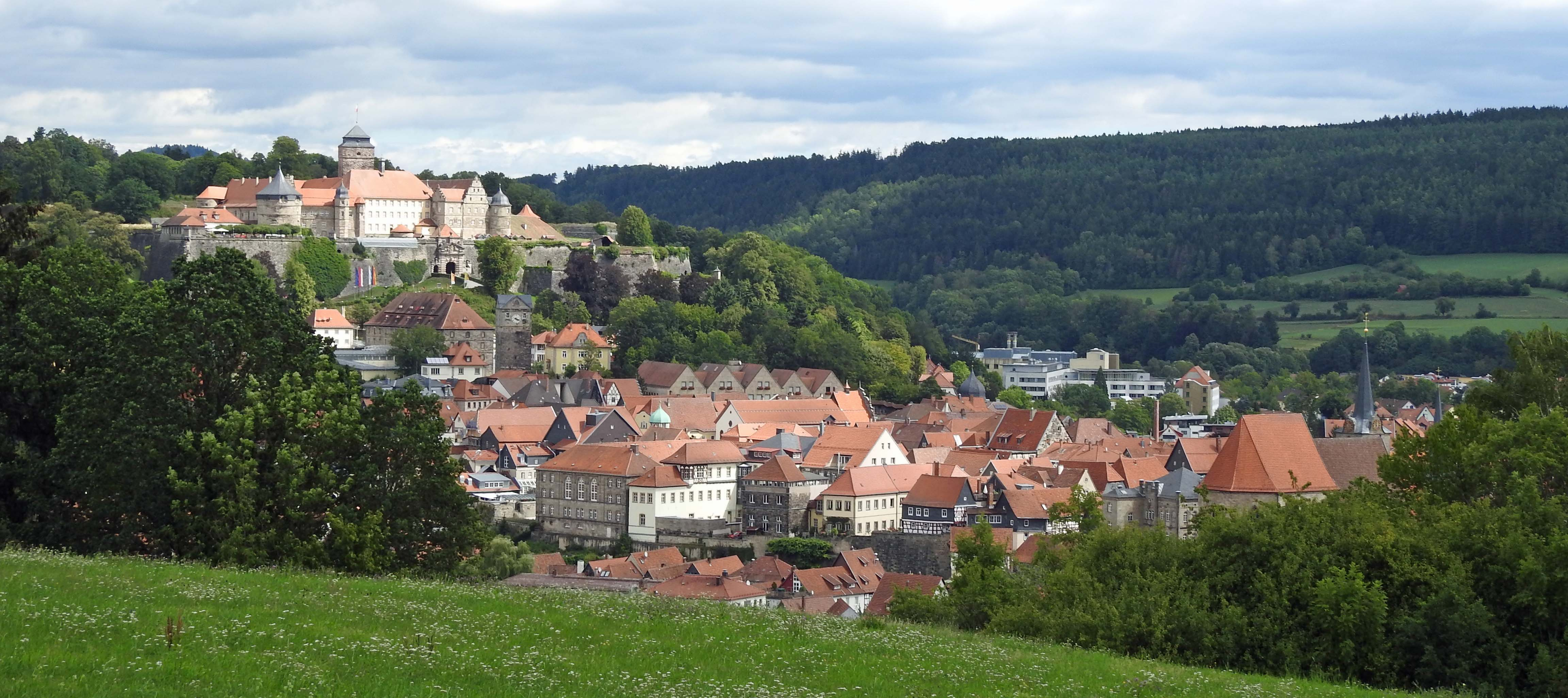
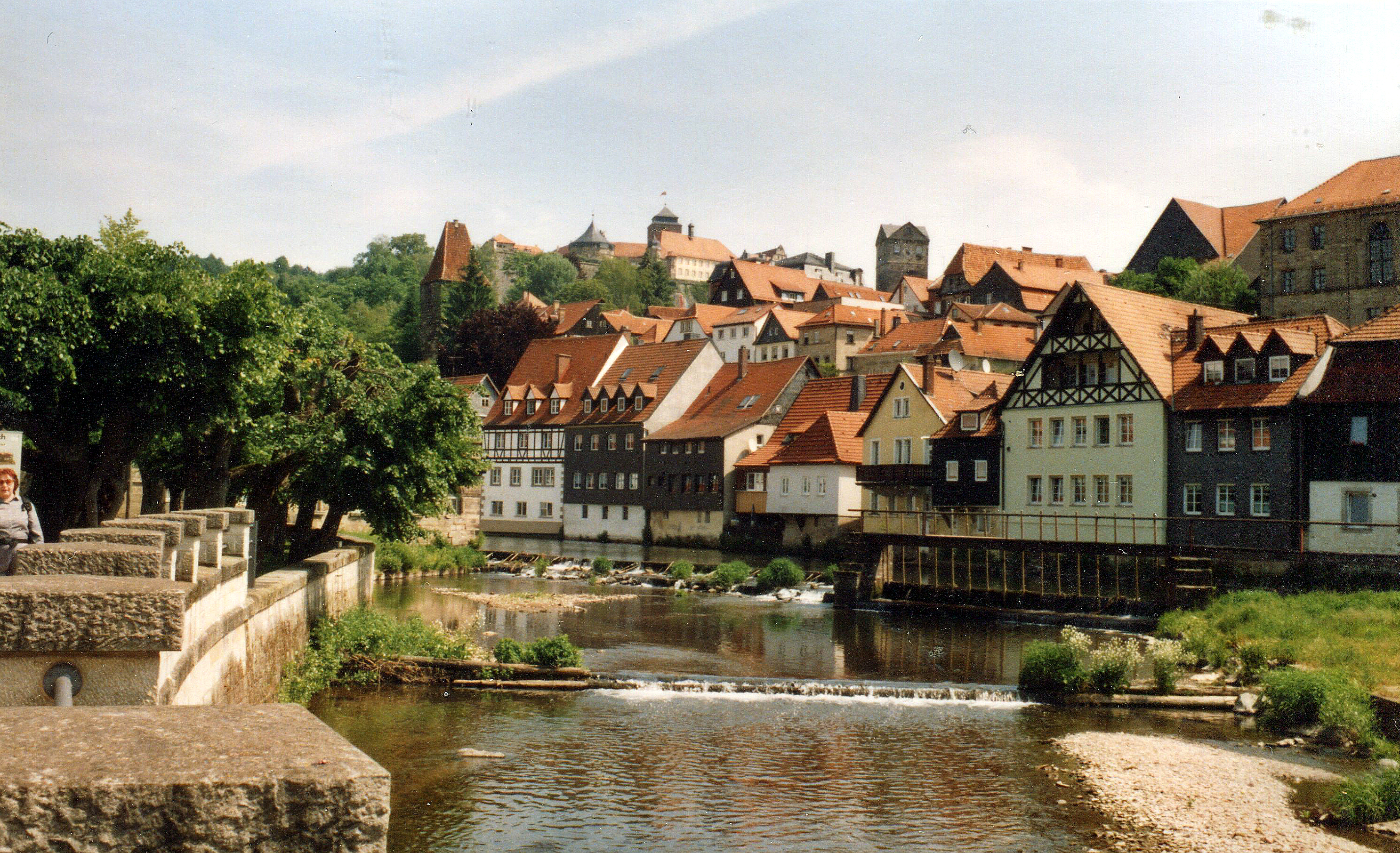
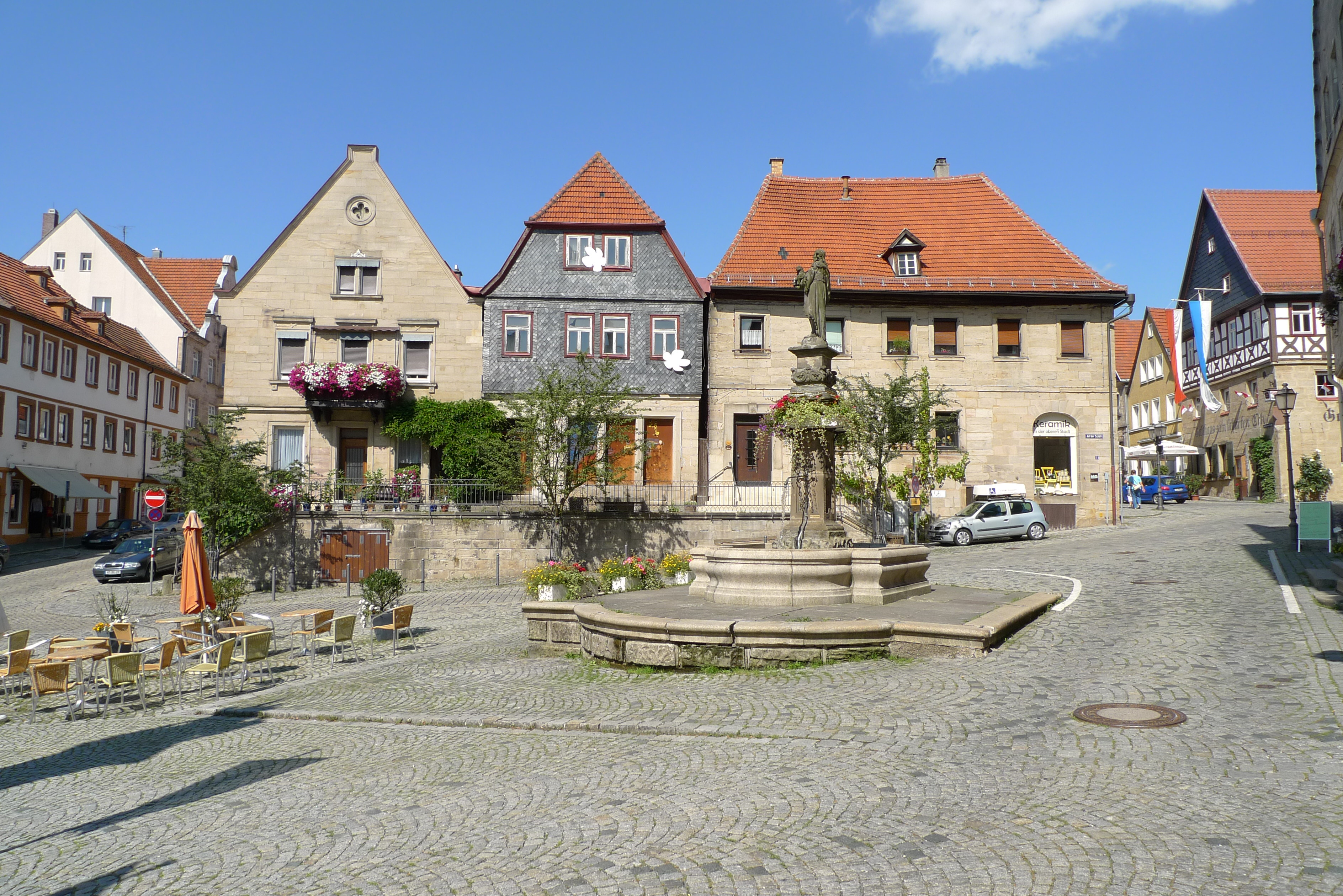
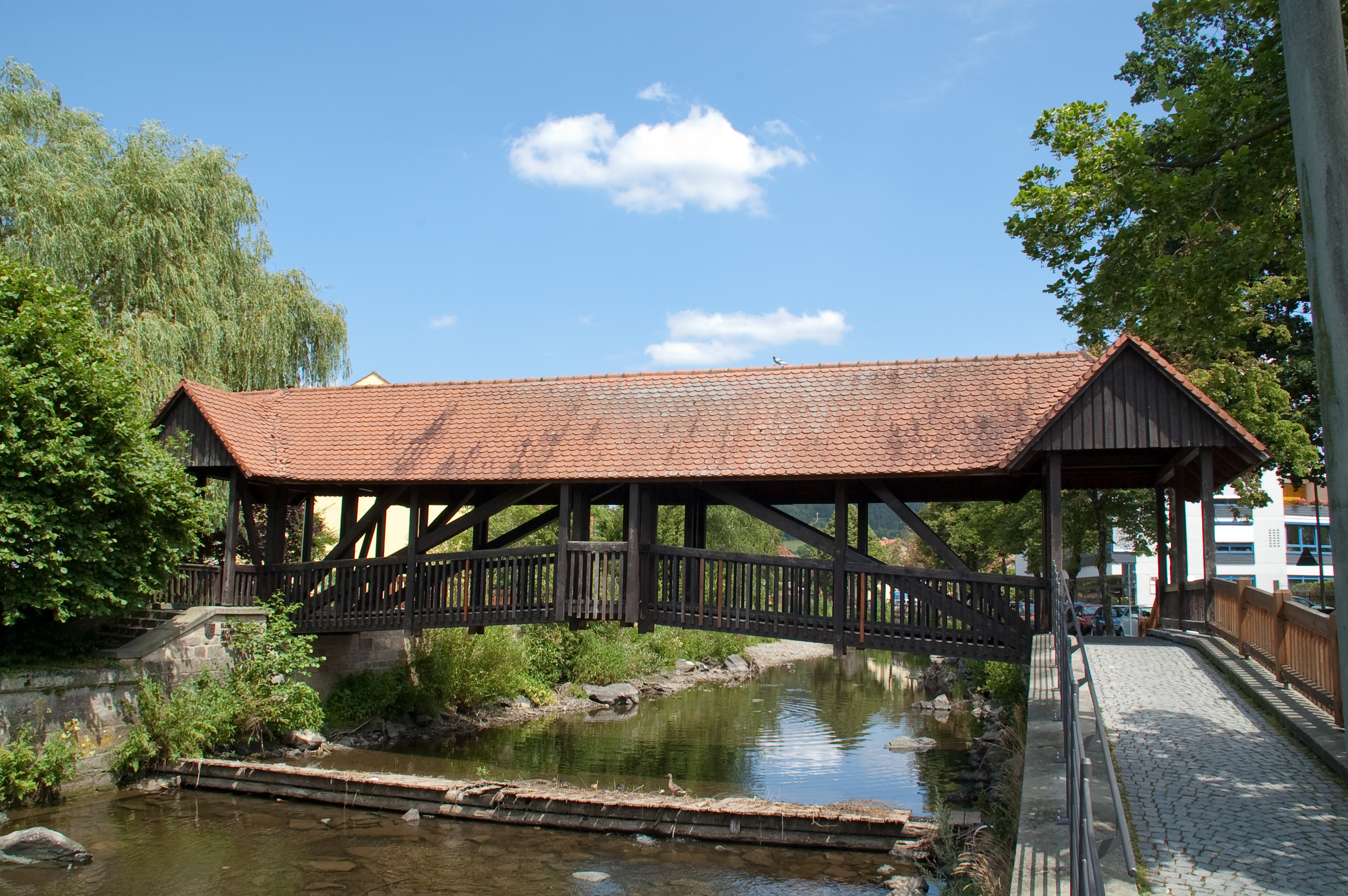